# Arnoul Gréban
Arnoul Gréban  (* im 15. Jahrhundert in Le Mans; † 1485 in Florenz) war ein französischer Autor, Theologe, Sänger, Organist und Dramaturg.

## Leben und Werk
Gréban war Theologe an der Sorbonne und von 1440 bis 1453 Organist der Kathedrale Notre-Dame de Paris. Er war von 1455 bis 1473 im Dienst von Karl IV. (Maine), dann in Florenz von Lorenzo il Magnifico. Gréban war der Autor eines bedeutenden Mysterienspiels, einem Genre, in dem ihm Eustache Marcadé vorausgegangen war und ihm sein Schwiegersohn Jean Michel folgen sollte. Sein von René I. (Anjou), dem älteren Bruder von Karl IV.,  bestelltes, 1556 zuerst aufgeführtes Passionsspiel Mystère de la Passion von 35 000 Versen für 224 Schauspieler, das vier Tage dauerte, wurde bis 1507 gespielt.

## Werke

### Ausgaben des Passionsspiels
- Le mystère de la Passion d’Arnoul Greban, hrsg. von Gaston Paris und Gaston Raynaud, Paris, Vieweg, 1878.
- Le mystère de la Passion d’Arnoul Gréban, kritisch hrsg. von Omer Jodogne, 2 Bde., Brüssel, Académie royale de Belgique, 1965–1983.
- Le «Mystère de la Passion» de Troyes. Mistere de la Passion nostre Seigneur, Troyes, XVe siècle, kritisch hrsg. von Jean-Claude Bibolet, 2 Bde., Genf, Droz, 1987.
  - (neufranzösisch) Le Mystère de la passion de notre sauveur Jésus-Christ, übersetzt und hrsg. von Micheline de Combarieu du Grès und Jean Subrenat, Paris, Gallimard, 1987.
  - (deutsch) Die Passion. Das Misterienspiel, deutsch von Wilhelm Schmidtbonn, Berlin, Fleischel, 1919.

### Das Spiel der Apostelgeschichte
- Mystère des Actes des Apôtres (première et deuxième journée), kritisch hrsg. von Ildiko Seres, Thèse, Paris 4, 2005 (12 000 von insgesamt 60 000 Versen; Mitautor war sein Bruder Simon Gréban).